# Margareta av Österrike (1536–1567)
Margareta av Österrike, född 1536, död 1567, var en österrikisk nunna och ärkehertiginna, dotter till kejsar Ferdinand I och Anna av Böhmen och Ungern. 
Margareta och hennes syster Magdalena uttryckte tidigt en önskan att bli nunnor. Hennes far motsatte sig länge dessa planer eftersom han ville att de istället skulle ingå diplomatiska äktenskap. Efter sin fars död 1564 kunde Magdalena och Margareta slutligen förverkliga sin önskan; de tog då också med sin syster Helena. 
Hon grundade år 1564, tillsammans med sina systrar Magdalena av Österrike och Helena av Österrike, klostret Haller Damenstift i Tyrolen, och blev en av dess medlemmar.